# Vallée de Castelloubon
La vallée de Castelloubon, ou Castèth-lobon,  est un des sept ensembles des Pyrénées françaises du Lavedan, dans le département des Hautes-Pyrénées, en région Occitanie. Elle est située au nord-est du Lavedan, dont elle est l'une des sept vallées, dans la partie sud-occidentale de la Bigorre. Elle regroupe les communes de Berbérust-Lias, Cheust, Gazost, Ger, Germs-sur-l'Oussouet, Geu, Juncalas, Lugagnan, Ourdis-Cotdoussan, Ourdon, Ousté et Saint-Créac.

## Toponymie

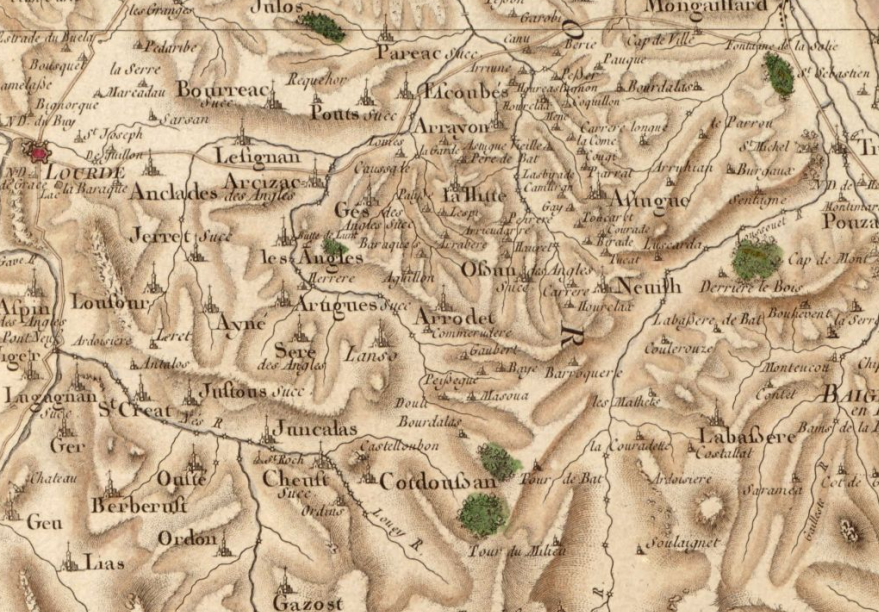
Extrait de la carte de Cassini (entre 1756 et 1789) situant la vallée de Castelloubon au sud-est de Lourdes.

Le nom vient de Castet lou Bou, c'est-à-dire le « bon château », nom du château situé sur Cotdoussan.

## Géographie

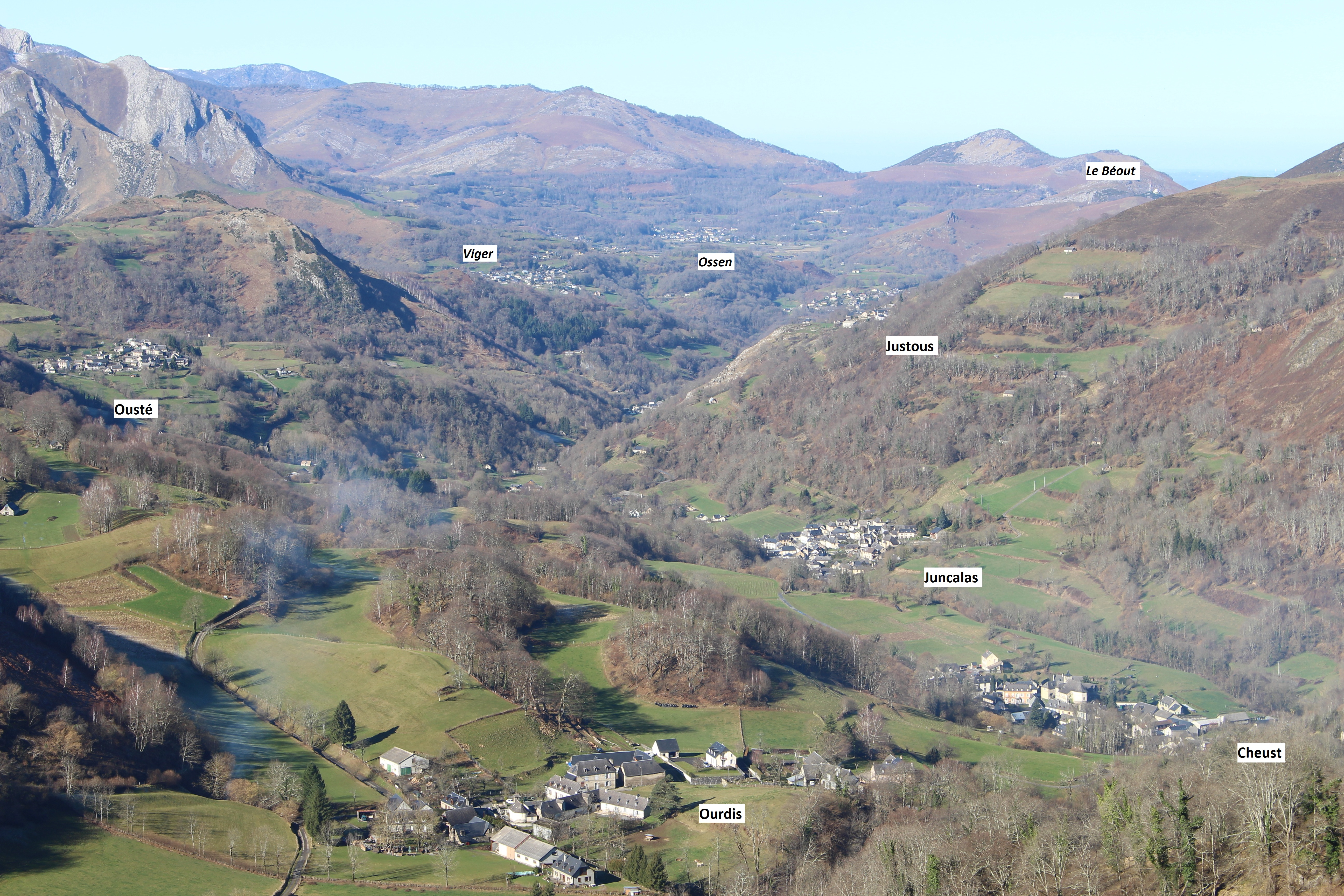
Vue de la vallée.

La vallée de Castelloubon est une des sept vallées des Pyrénées françaises dans le Lavedan, partie sud-occidentale de la Bigorre qui appartient actuellement au département des Hautes-Pyrénées, région Occitanie.

### Situation
Placée sur la rive droite du gave de Pau, la vallée de Castelloubon est une vallée du Lavedan, à quelques encablures au sud-est de Lourdes et à l’ouest de Bagnères-de-Bigorre. Entre les vallées de Batsurguère (ouest) de Dabant-Aygues (sud-ouest) et de Lesponne (sud-est) et la baronnie des Angles au nord.

### Voies de communication et transports
Les communes sont desservies principalement par les routes départementales D 7 et D 26.

### Hydrographie
La vallée de Castelloubon est dans le bassin de l'Adour, au sein du bassin hydrographique Adour-Garonne.
Elle est drainée par le Nès, l'Échez, l'Oussouet, le Louey, et par divers petits cours d'eau, constituant un réseau hydrographique tels que : L'Ousère, le ruisseau d'Embès, le ruisseau le Gorse, le ruisseau Lingors, le ruisseau Marrosque, le Hourquet, le ruisseau Cazajoux, le ruisseau de Bernède, le ruisseau de Bigaloume, le ruisseau de Cadusses, le ruisseau de Courtalet, le ruisseau de Dosse, le ruisseau de Habouse, le ruisseau de Hounteyde, le ruisseau de Las Courbes, le ruisseau de Lia, le ruisseau de Merlans, le ruisseau de Nabias.
Le Nès, d'une longueur totale de 15,7 km, prend sa source dans la commune de Beaucens et s'écoule vers le nord. Il traverse la commune et se jette dans le gave de Pau à Lugagnan, après avoir traversé 7 communes.

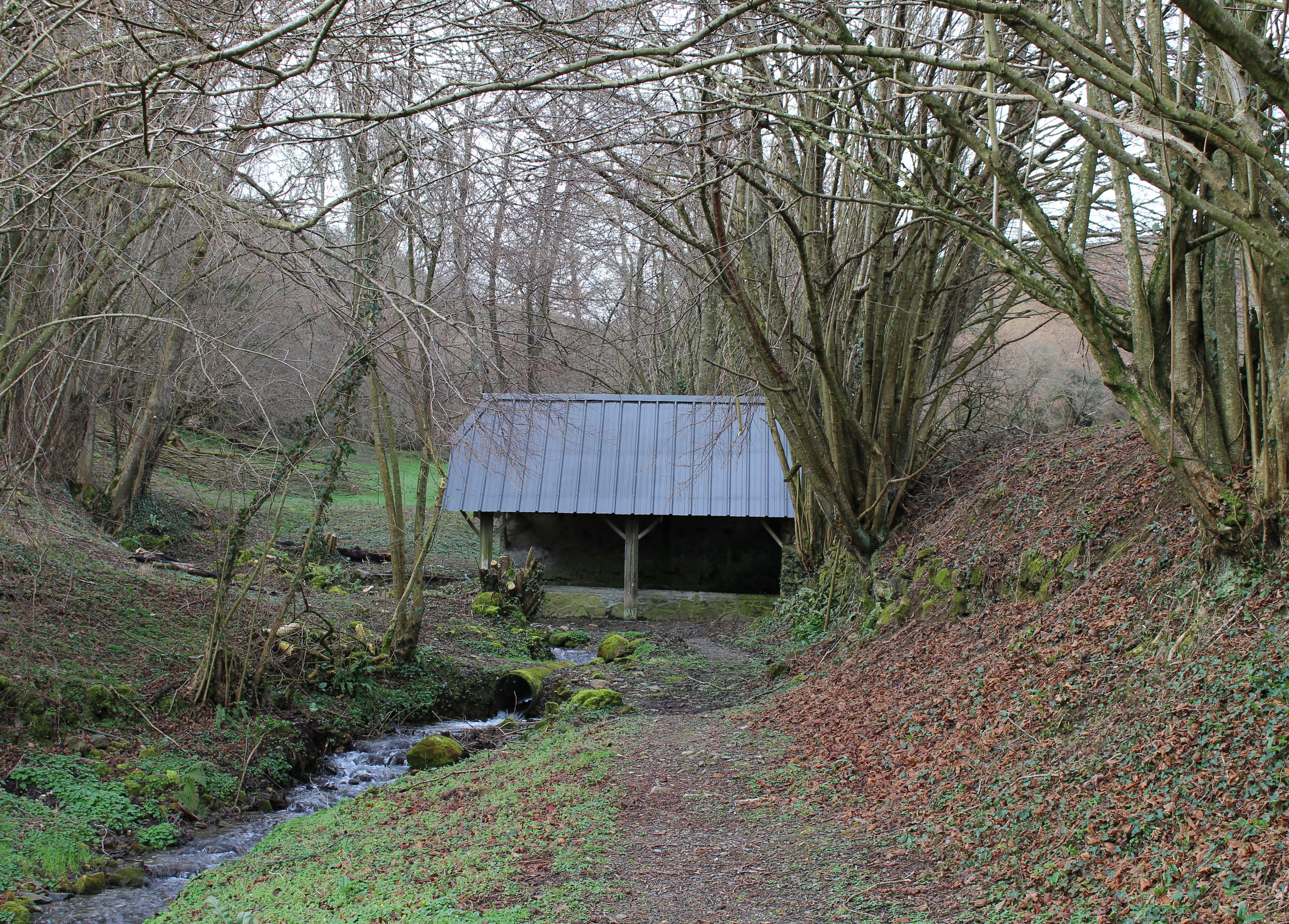
Lavoir de Berbérust-Lias.
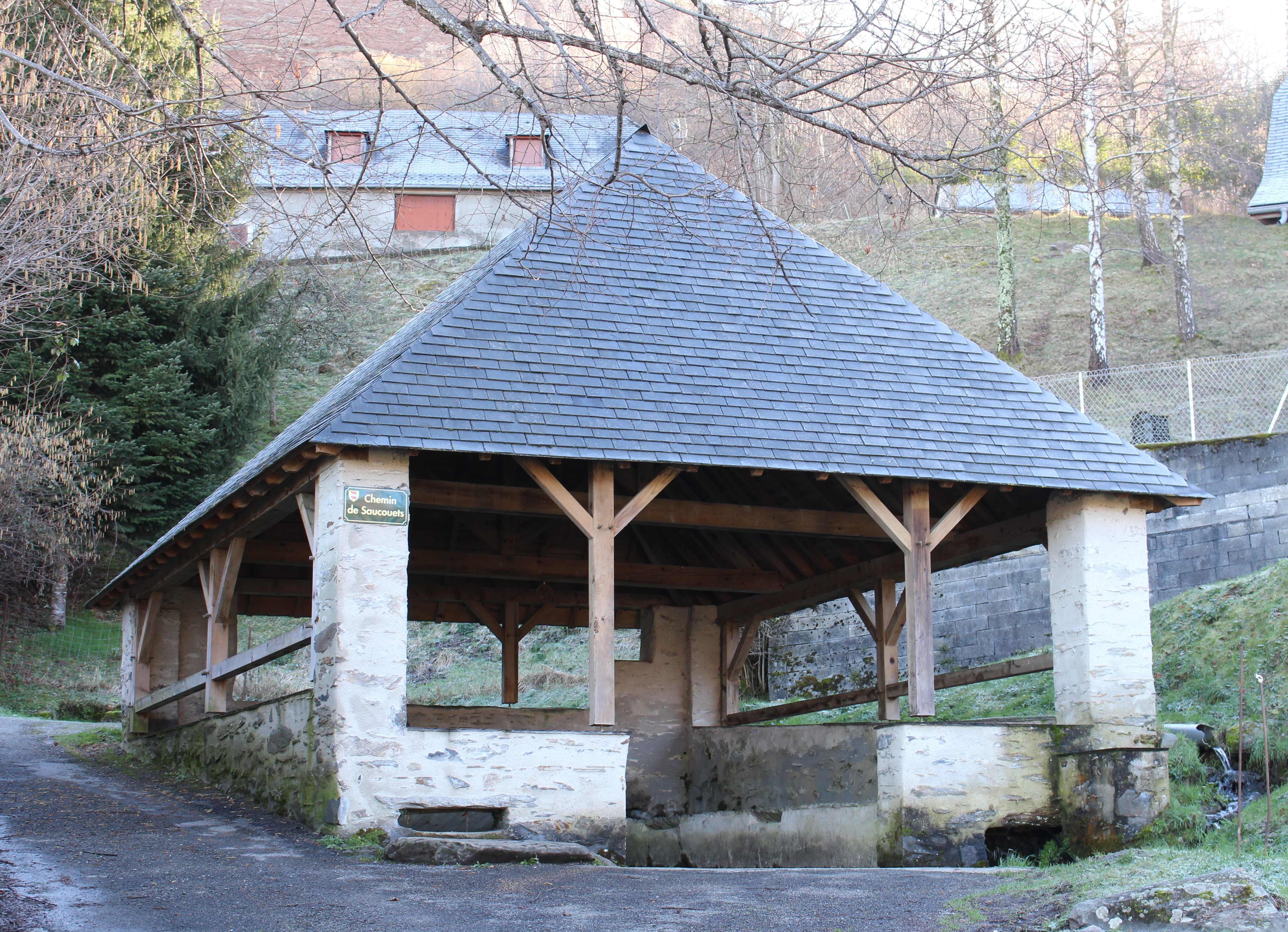
Lavoir de Gazost.
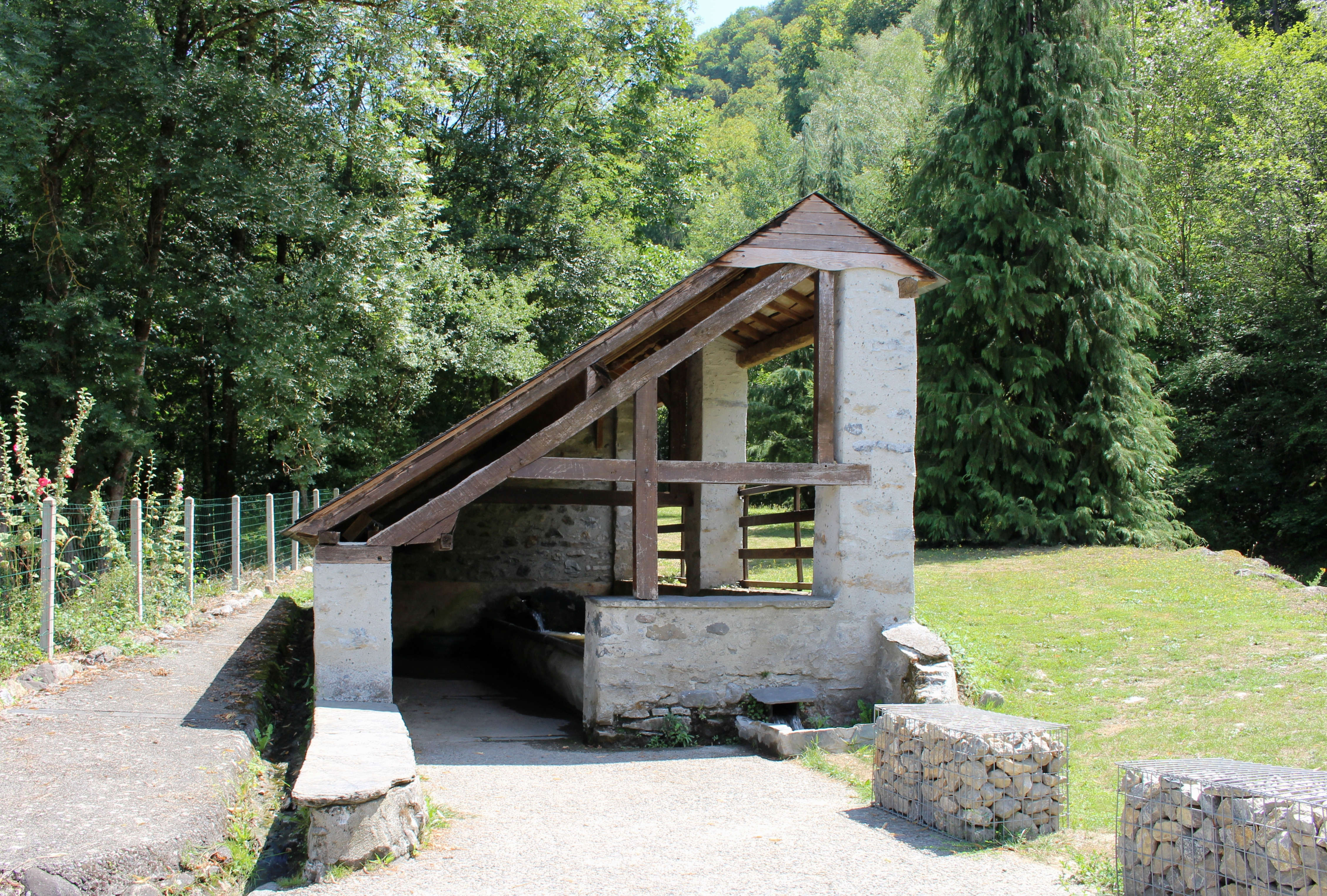
Lavoir de Geu.
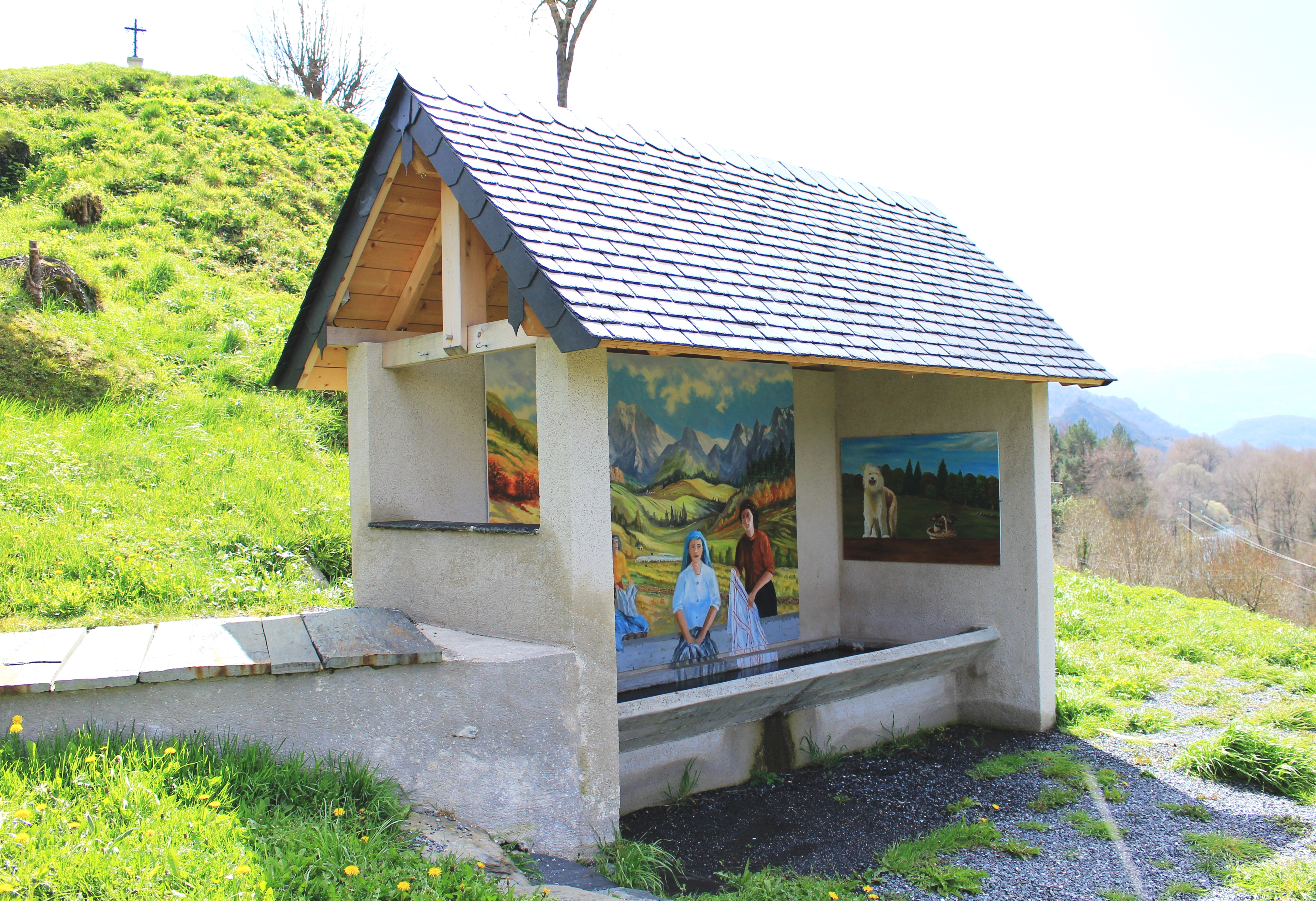
Lavoir de Lugagnan.
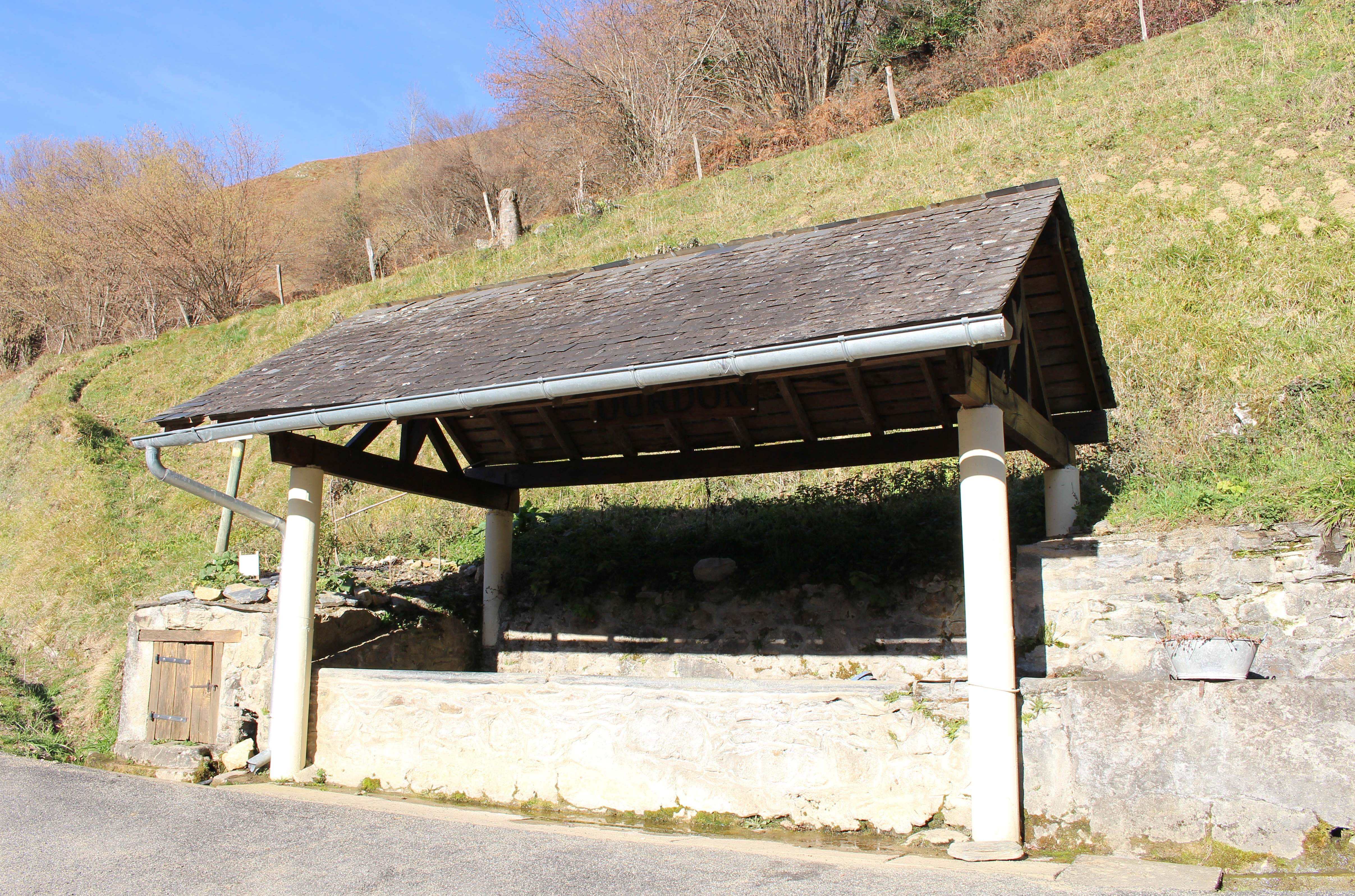
Lavoir d'Ourdon.
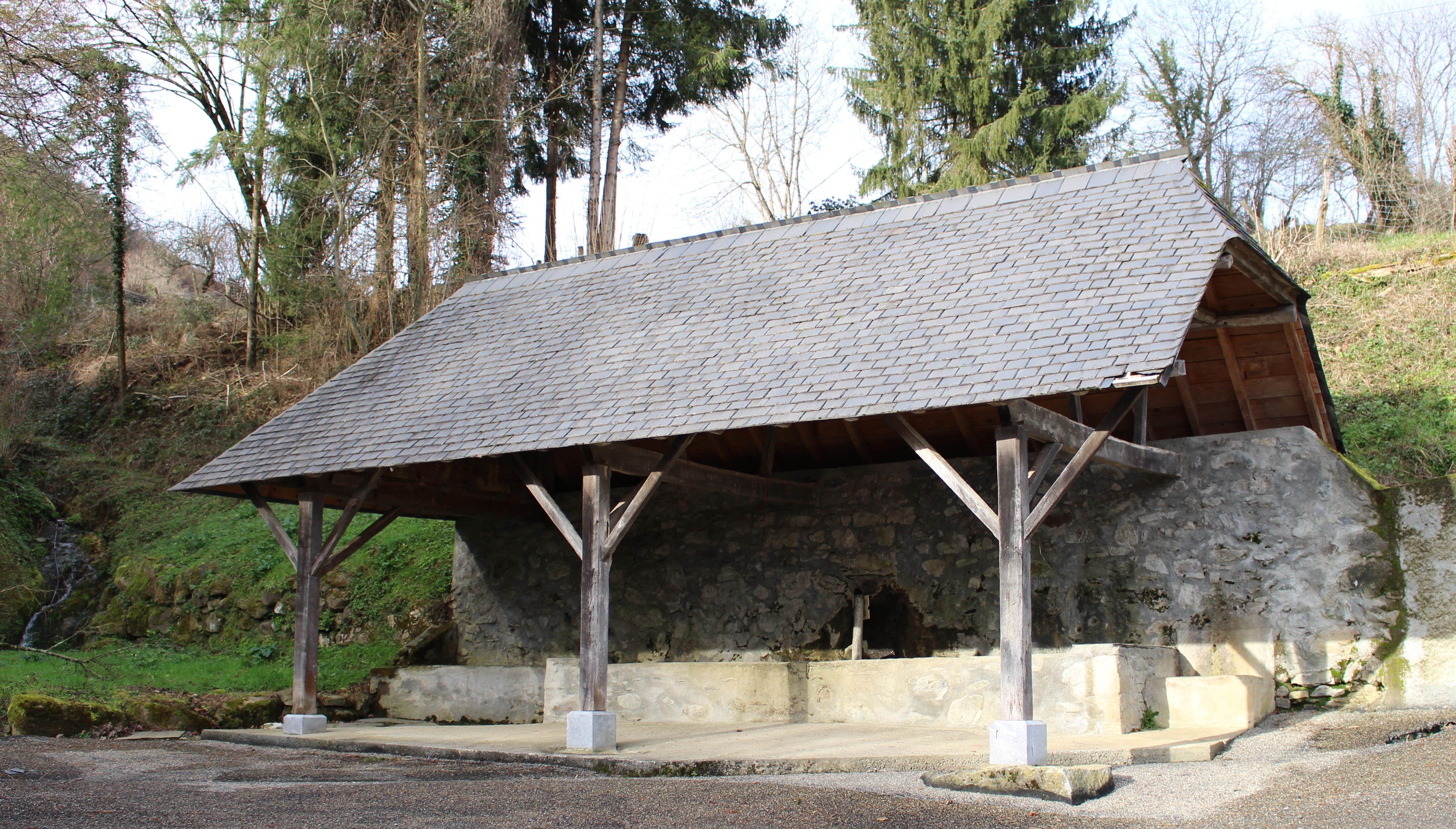
Lavoir d'Ousté.
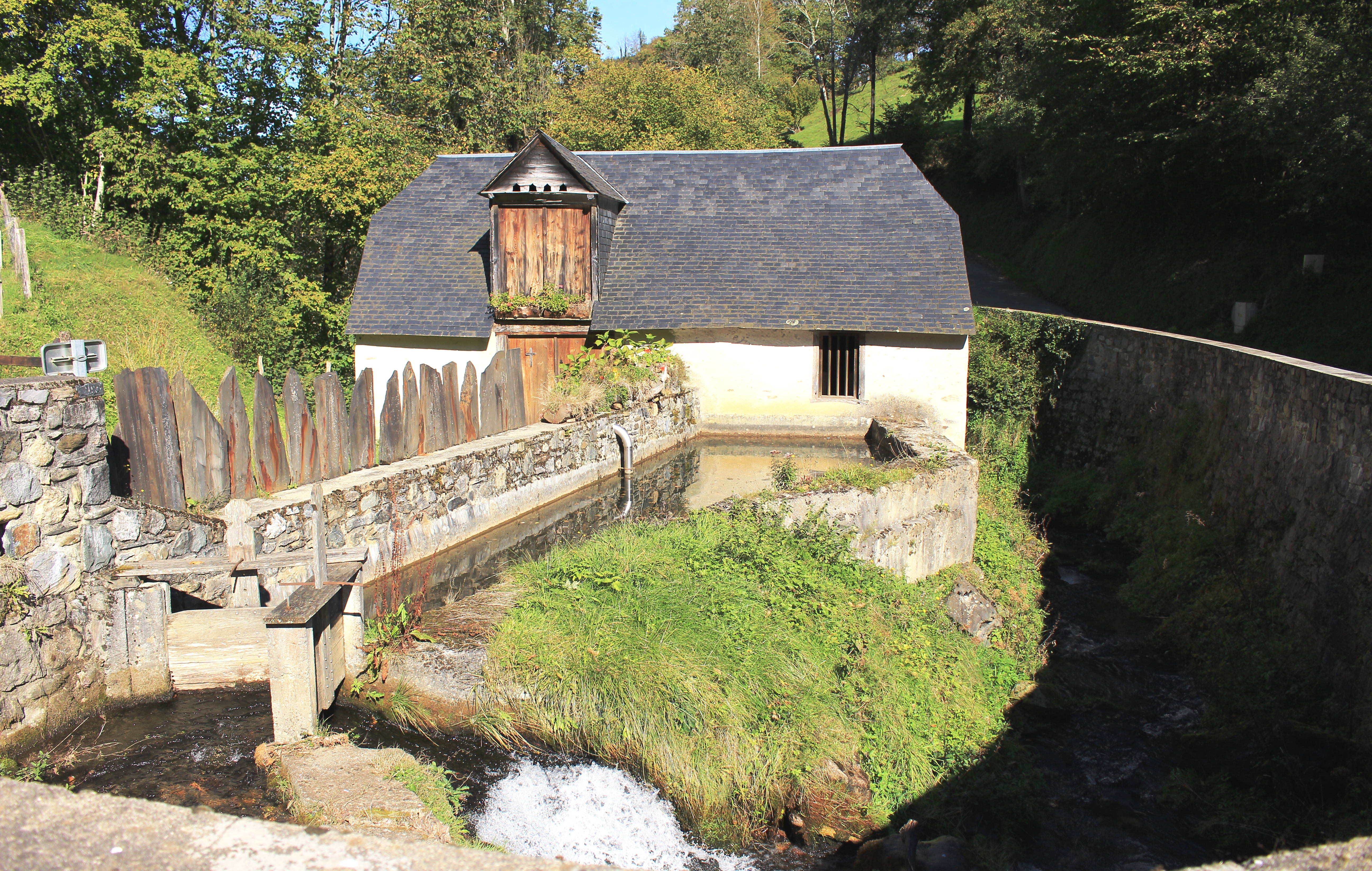
Moulin d'Ourdis-Cotdoussan.
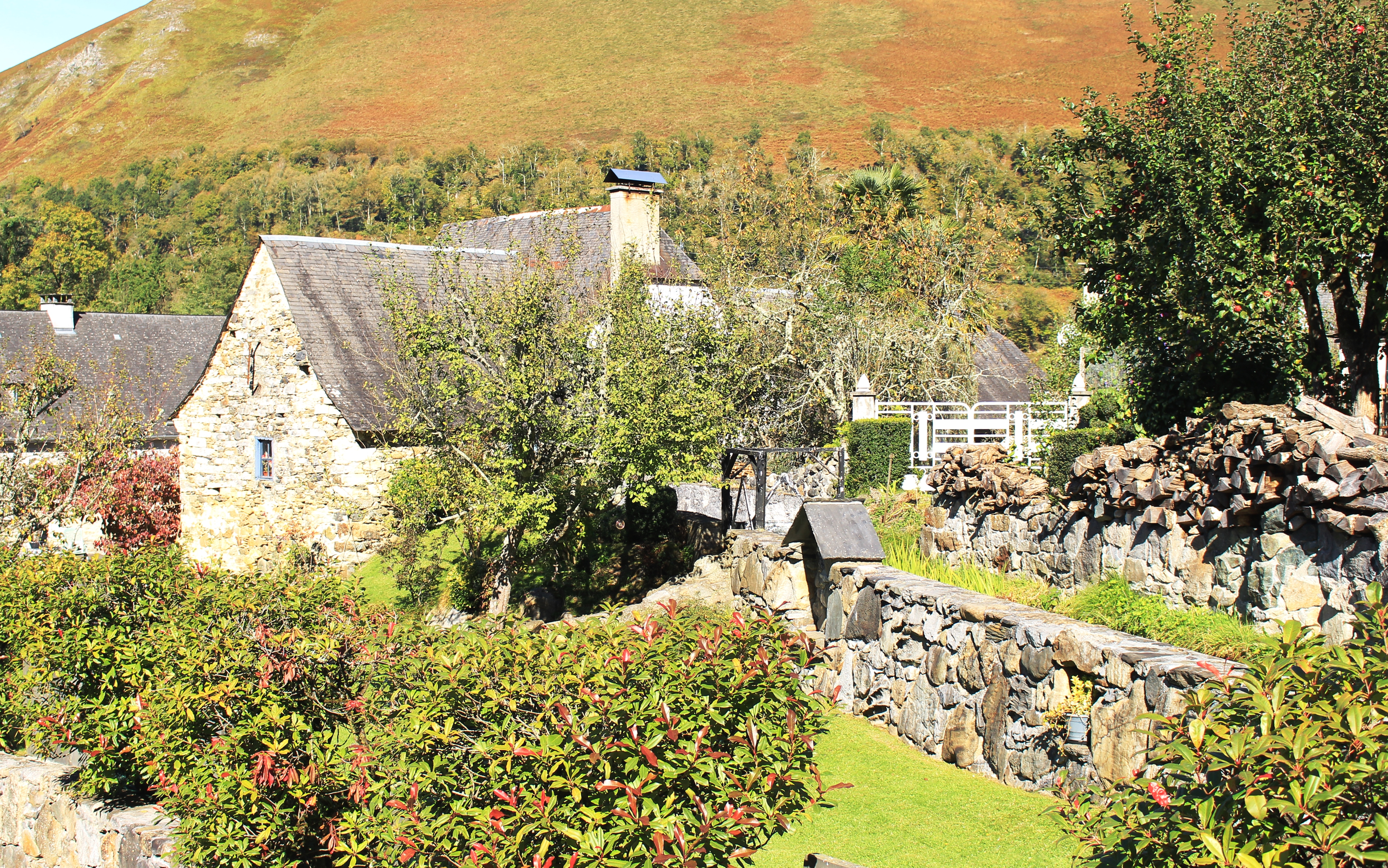
Moulin de Cheust.

## Histoire

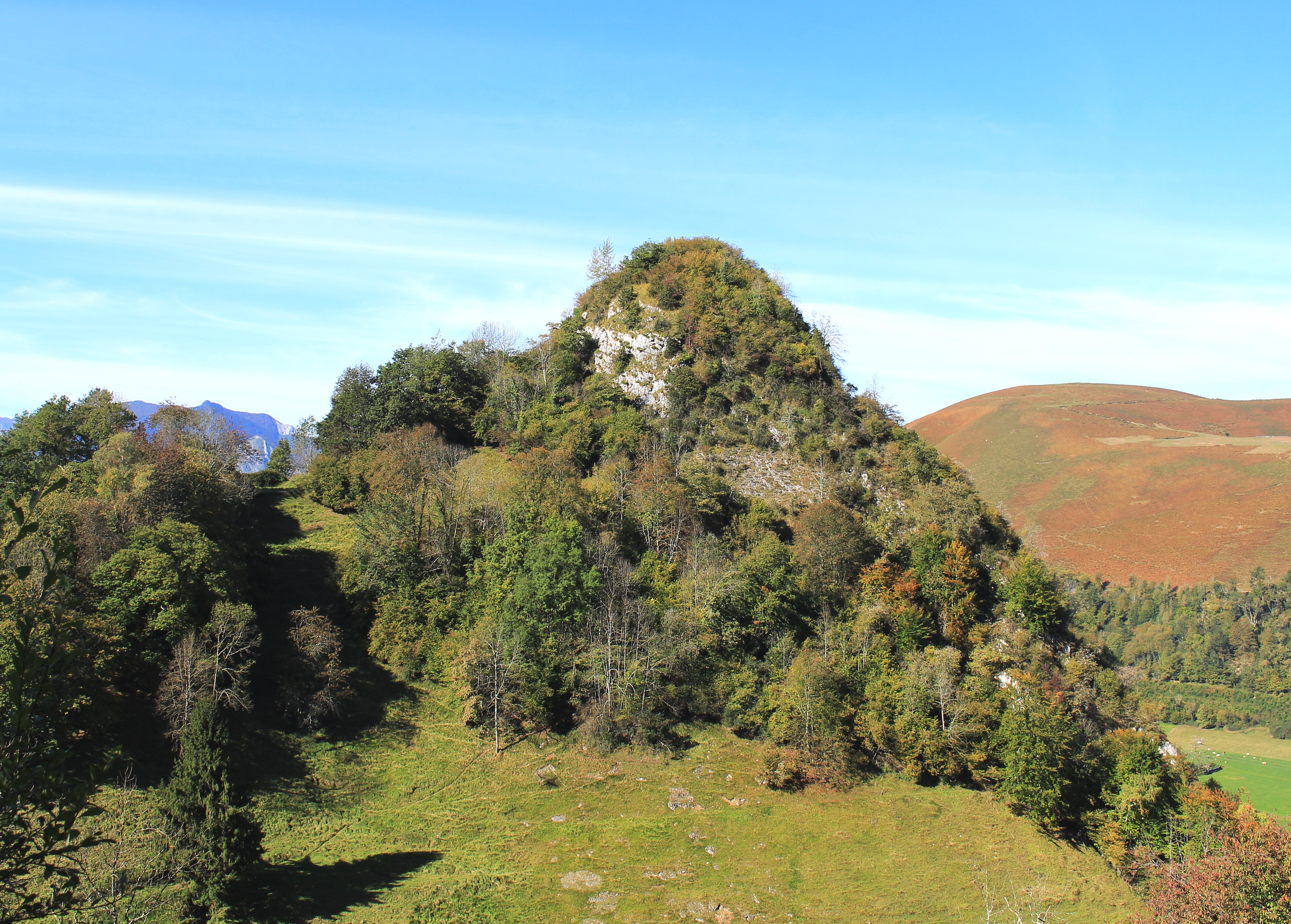
Ruines du château de Castelloubon.

### Moyen Âge
- Le château de Castelloubon à Cotdoussan fut la résidence première des vicomtes de Lavedan, dès 945 et jusqu'au XIIe siècle. Il ne reste du château que ses souterrains – interdits au public – et une étrange ruine de pierres, qui attire l'attention tant elle est en pointe sur un piton, dans l'axe de la voie d'accès à la vallée. Ce poste de surveillance, quasiment détruit par un tremblement de terre le 21 juin 1660, se trouve au-dessus de Cotdoussan.
- Le château Jalou datant du XIVe siècle.

## Population

### Administration
Les différentes communes de la vallée font partie du canton de Lourdes-1, de l’aire urbaine de Lourdes et de la communauté d'agglomération Tarbes-Lourdes-Pyrénées.

### Démographie
La démographie dans les communes de la vallée est en nette évolution car de nouveaux habitants s’y installent ces dernières années, bénéficiant de la proximité de Lourdes pour les services et de l’isolement et du calme pour le cadre de vie.

### Communes

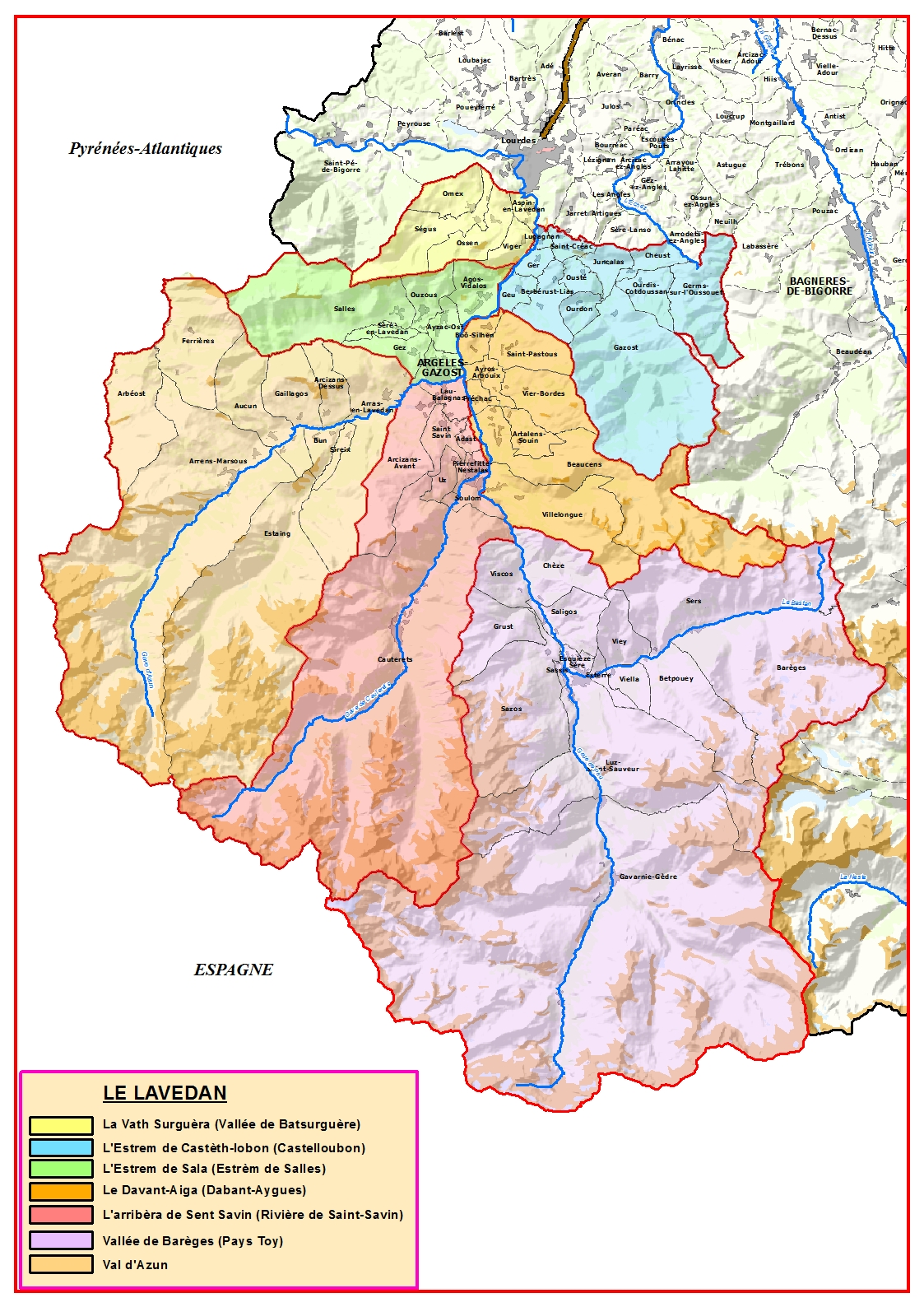
La vallée de Castelloubon (en bleu) dans le Lavedan.

Liste des 12 communes de la vallée.
| Commune              | Population (2020) | Superficie (km²) | Altitude (mini) | Altitude (maxi) | Illustration |
| -------------------- | ----------------- | ---------------- | --------------- | --------------- | ------------ |
| Berbérust-Lias       | 44                | 5.73             | 520             | 1504            |              |
| Cheust               | 86                | 3.06             | 532             | 862             |              |
| Gazost               | 129               | 40.6             | 545             | 2350            |              |
| Ger                  | 158               | 1.94             | 390             | 720             |              |
| Germs-sur-l'Oussouet | 101               | 12.96            | 555             | 1499            |              |
| Geu                  | 184               | 2.67             | 386             | 779             |              |
| Juncalas             | 167               | 3.51             | 460             | 880             |              |
| Lugagnan             | 163               | 0.7              | 380             | 575             |              |
| Ourdis-Cotdoussan    | 43                | 4.85             | 594             | 1499            |              |
| Ourdon               | 14                | 2.66             | 560             | 1400            |              |
| Ousté                | 35                | 2.35             | 478             | 1000            |              |
| Saint-Créac          | 102               | 2.2              | 416             | 825             |              |

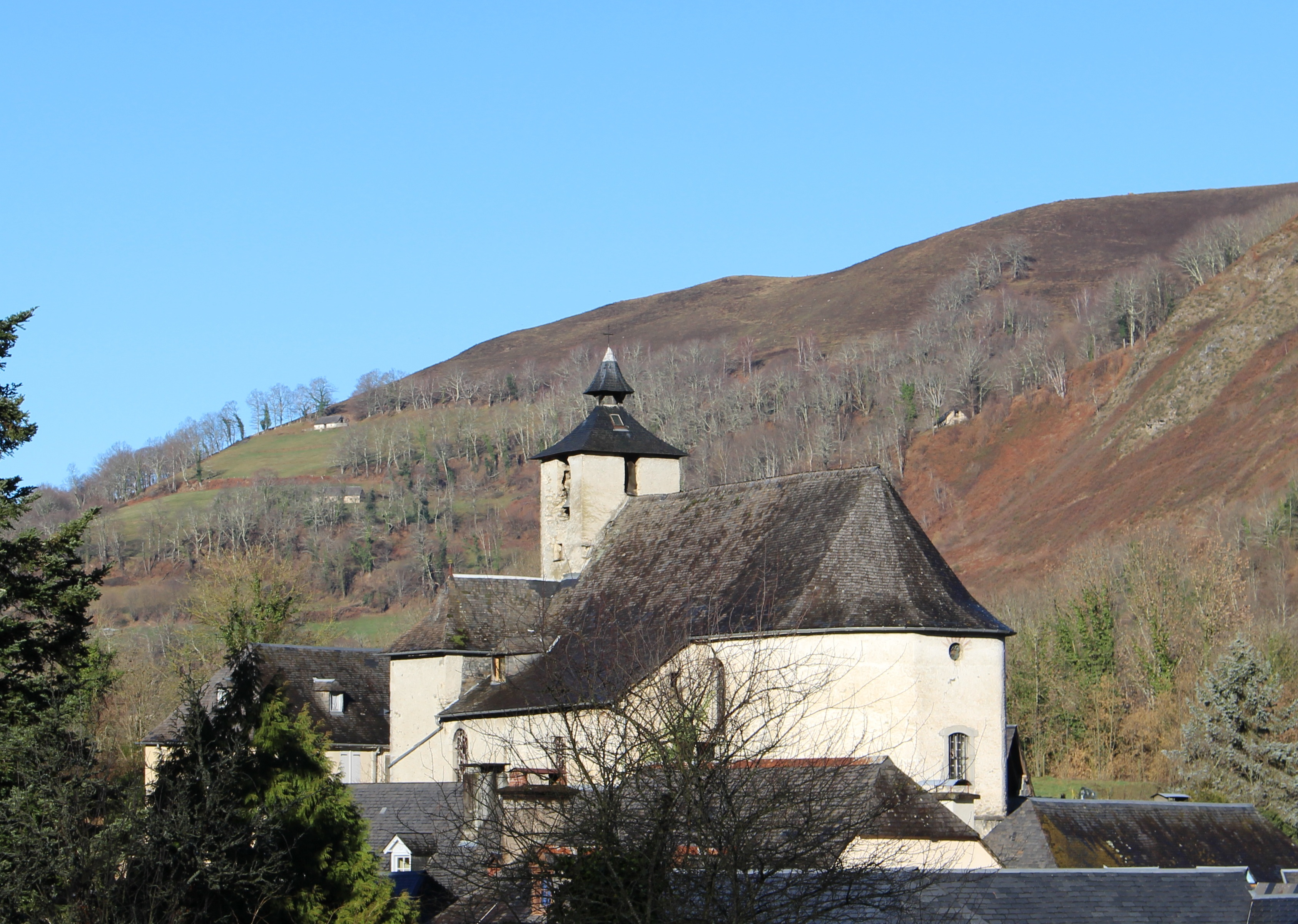
L'église de Cheust.
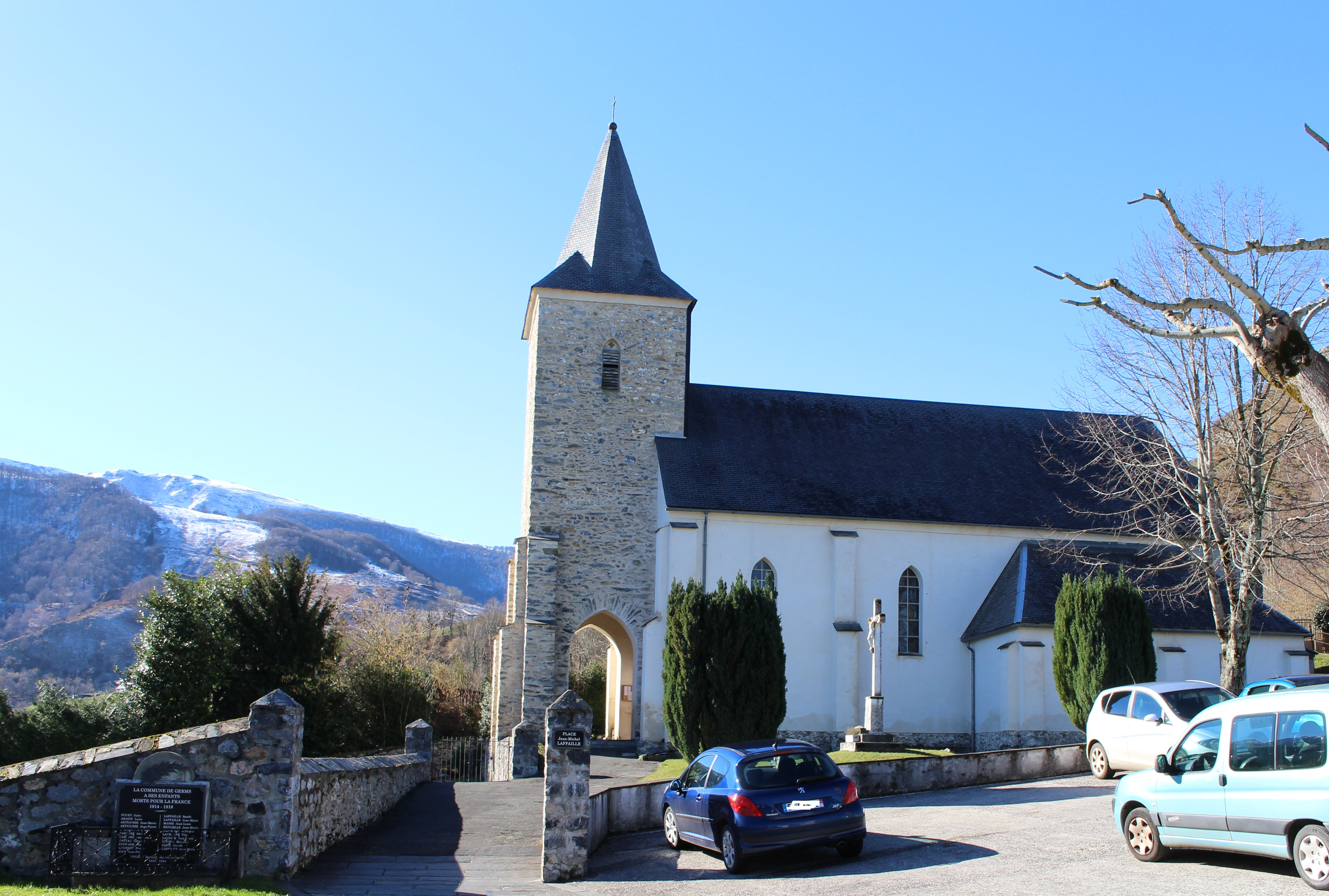
L'église de Germs-sur-l'Oussouet.
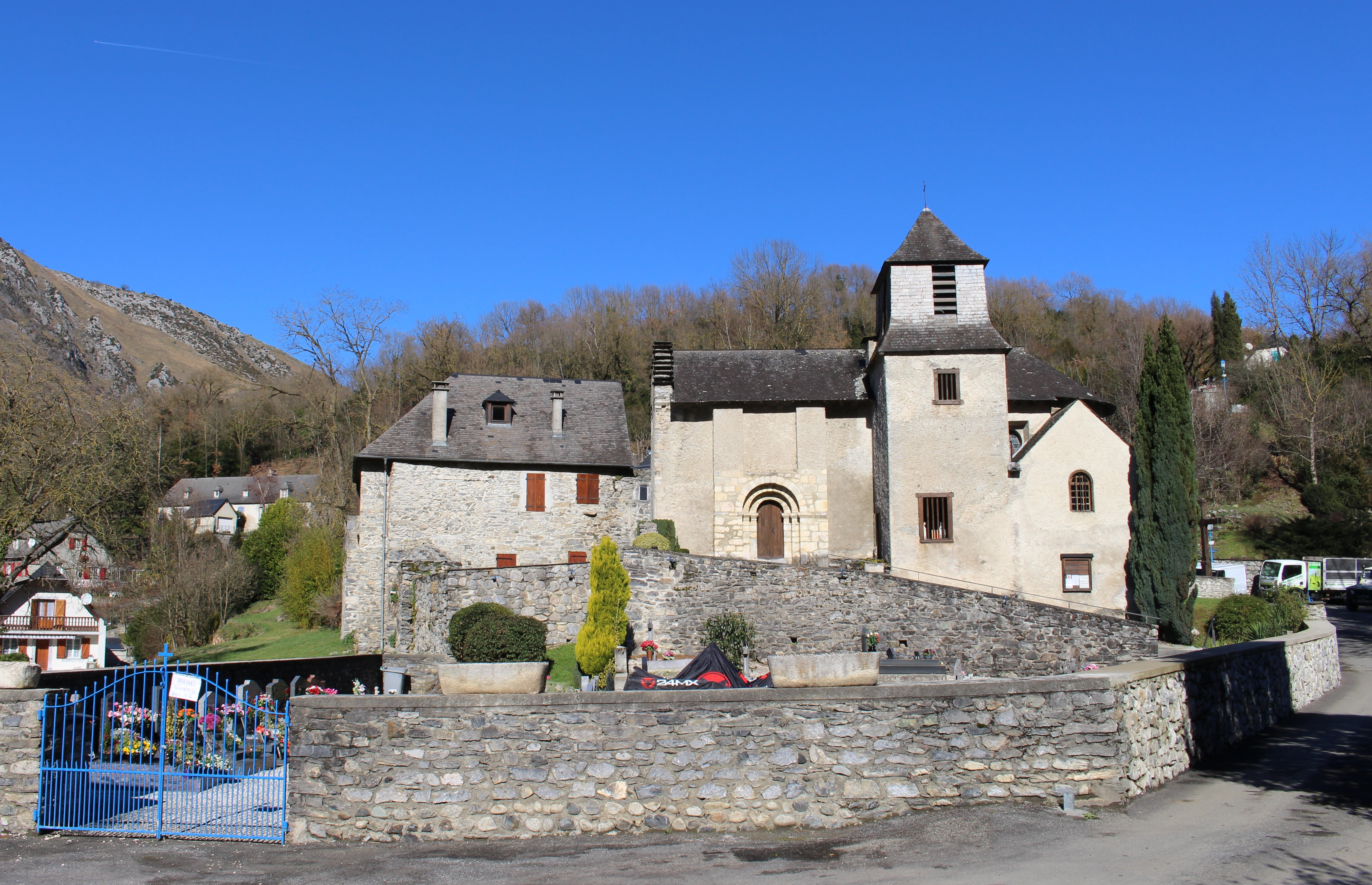
L'église de Geu.
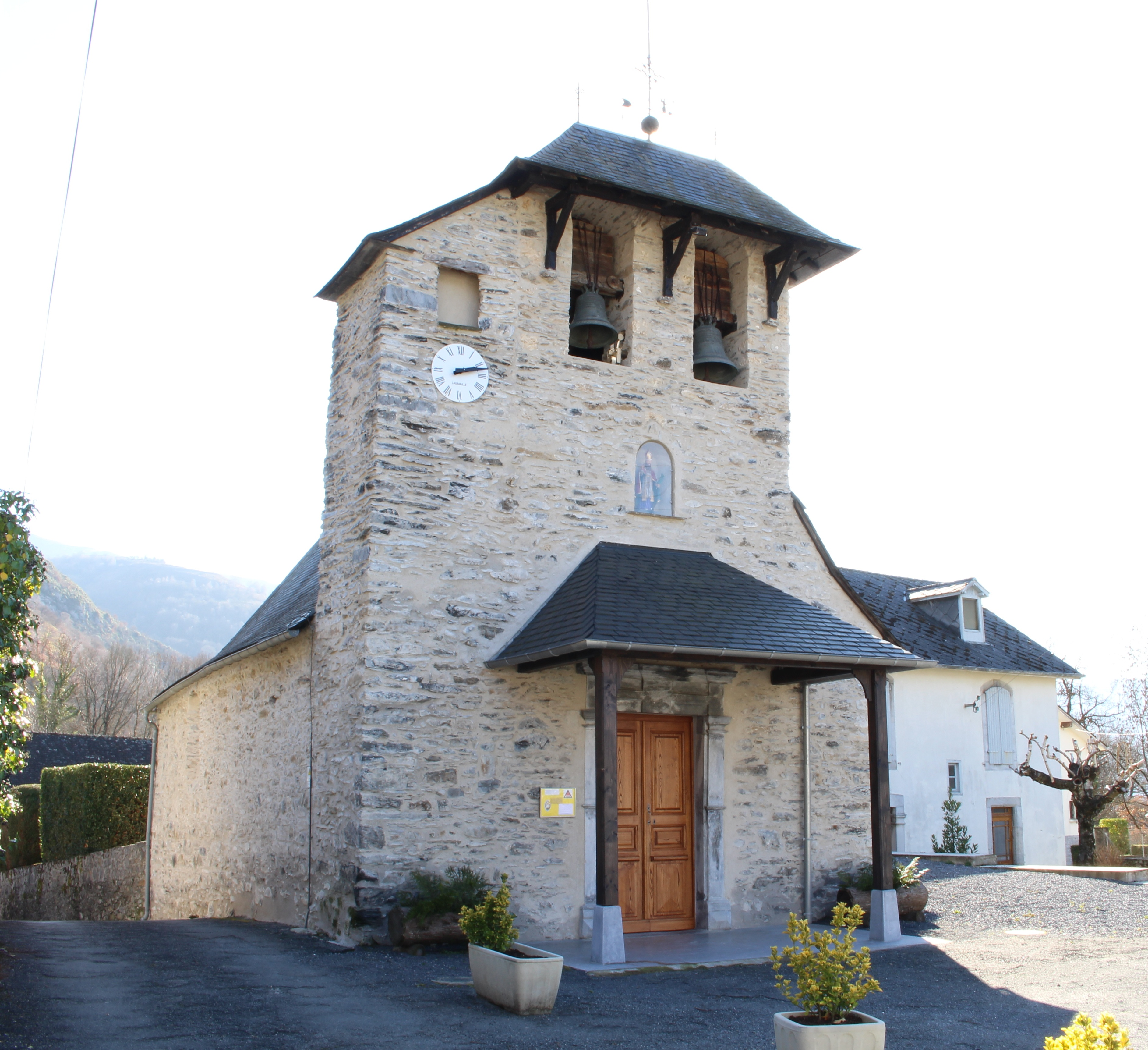
L'église de Lugagnan.
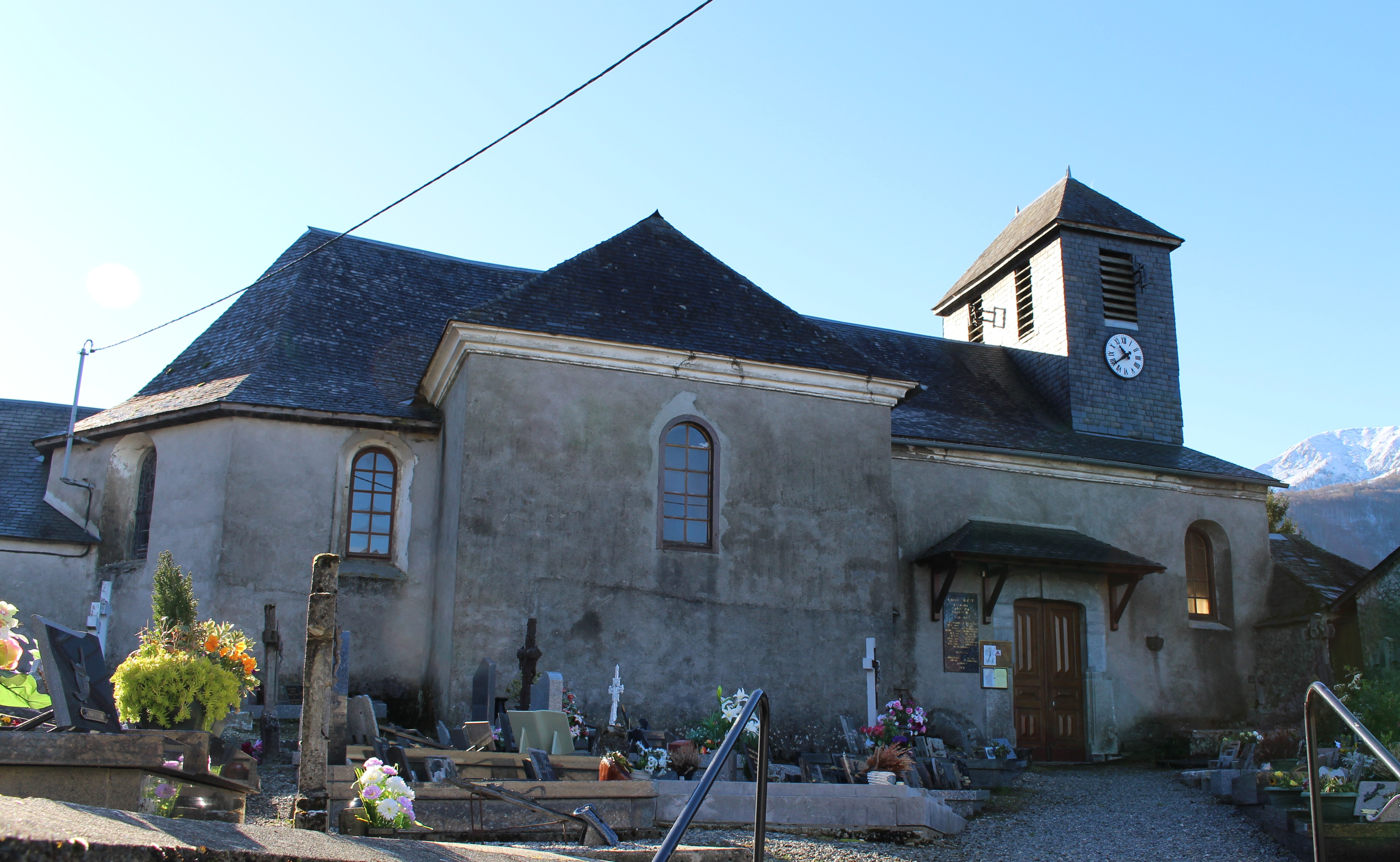
L'église de Gazost.
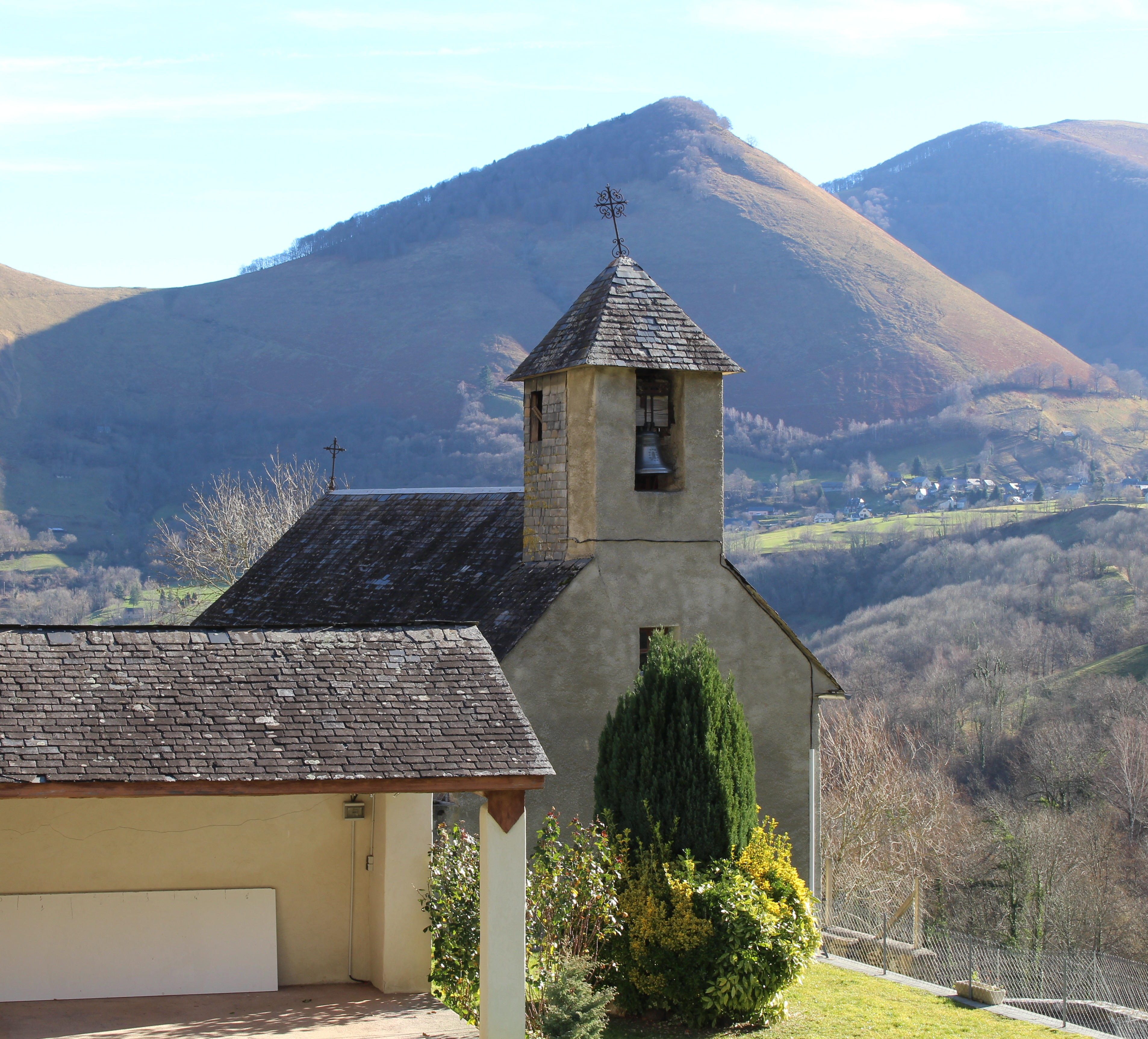
L'église d'Ourdon.
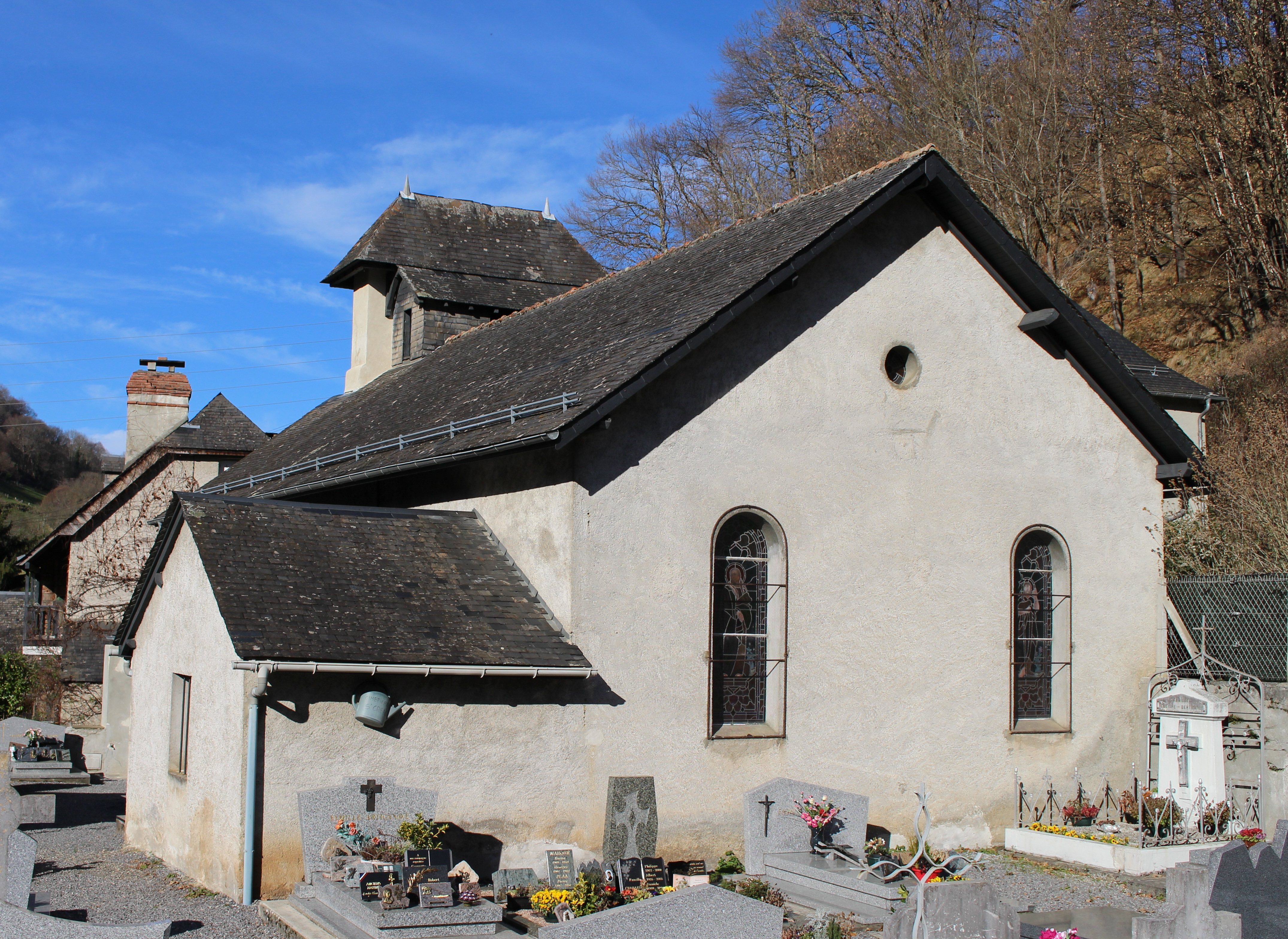
L'église de Saint-Créac.

## Activités

### Protection environnementale
L’inventaire des zones naturelles d'intérêt écologique, faunistique et floristique (ZNIEFF) a pour objectif de réaliser une couverture des zones les plus intéressantes sur le plan écologique, essentiellement dans la perspective d’améliorer la connaissance du patrimoine naturel national et de fournir aux différents décideurs un outil d’aide à la prise en compte de l’environnement dans l’aménagement du territoire. 
Une ZNIEFF de type 1 est recensée dans la vallée : le « réseau hydrographique des Angles et du Bénaquès » (260 ha), couvrant 35 communes du département et deux ZNIEFF de type 2, : les « coteaux et vallons des Angles et du Bénaquès » (12 879 ha), couvrant 45 communes du département.

### Tourisme
Une partie de la station de ski d’Hautacam se trouve dans la vallée.

## Voir aussi

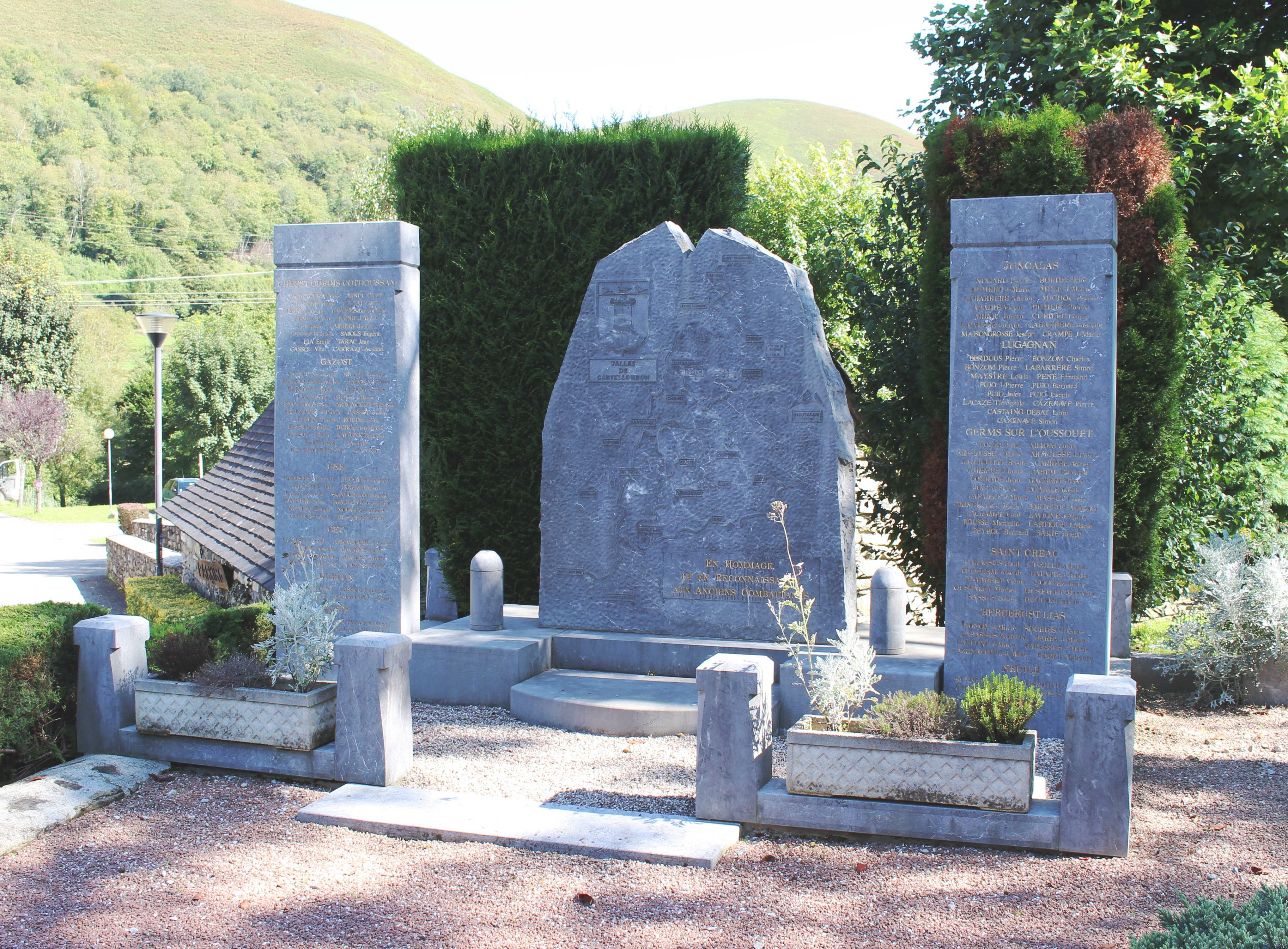
Le monument aux morts de la Vallée de Castelloubon.